# Angry Birds Blast
Angry Birds Blast es un videojuego de lógica de combinación de fichas gratuito desarrollado por Bandai Namco Studios y publicado por Rovio Entertainment en 2016 como un videojuego derivado de la franquicia Angry Birds.

## Jugabilidad
Al igual que en otros videojuegos de combinación de fichas, los globos se eliminan del campo de juego en grupos de al menos dos, contiguos en el mismo color. El juego se divide en niveles con objetivos específicos, como reventar globos específicos con forma de pájaro, cerdos, limpiar burbujas del campo o despejar el camino para que un globo aerostático llegue a la parte superior del campo. De manera similar a la franquicia principal, el tablero también puede contener paneles de madera y vidrio como obstáculos. Se pueden obtener potenciadores al eliminar grupos más grandes de globos, como un cohete que limpia columnas o filas (5), una bomba (7) o un láser que elimina todos los globos de un solo color (9 o más).
Los refuerzos, incluidos los ataques y los movimientos adicionales, se pueden comprar con monedas de plata obtenidas mientras se juega, o con monedas de oro, que se compran a través de microtransacciones.

## Recepción
Macworld sintió que Angry Birds Blast era un «videojuego decente» que «afortunadamente ofrece un mejor intento de adaptar la marca móvil para un enfoque de rompecabezas de combinación de colores» que otras entradas derivadas de la franquicia Angry Birds, pero que el videojuego en sí era «poco inspirador» debido a su formato similar a otros videojuegos de lógica móviles freemium, como Candy Crush Saga, entre otros. Phone Arena consideró que el videojuego era divertido y señaló que el videojuego era complicado incluso cuando se usaban compras en la aplicación, pero que era simplemente un «videojuego genérico de reventar globos» con temas de Angry Birds.

## Videojuegos posteriores
Angry Birds Blast generó una secuela, Angry Birds Blast Island, que fue desarrollada por MYBO Games y lanzada en países seleccionados  en 2018.  En noviembre de ese año se lanzó un spin-off, Angry Birds Dream Blast, que presenta versiones más jóvenes de Red, Chuck y Bomb, tal como aparecerían en el mundo de Angry Birds: la película. Angry Birds Dream Blast presenta una jugabilidad diferente al de su predecesor al utilizar la física de la pelota.